# Transactiekosten
|            | Voor transactie (ex ante)                                        | Na transactie (ex post)                              |
| Markt      | Informatiekosten Zoekkosten                                      | Onderhandelingskosten Contractkosten Nalevingskosten |
| Management | Opstartkosten                                                    | Operationele kosten                                  |
| Politiek   | Lobbyingkosten Kosten maatschappelijk draagvlak Wetgevingskosten | Controlekosten Handhavingskosten Vertragingskosten   |

Transactiekosten zijn de kosten die moeten worden gemaakt om tot een transactie te komen. Dit kan betrekking hebben op de economische markt, maar ook in de politiek en binnen organisaties hanteert men dit begrip. De transactiekostentheorie is een belangrijk onderdeel van de economische denkrichting die nieuwe institutionele economie wordt genoemd, als aanvulling op de neoklassieke economische theorie.
In de economie betreft het de kosten boven op de prijs van het product. Binnen de neoklassieke economische theorie wordt alleen rekening gehouden met de prijs van het product zelf en wordt verondersteld dat men volledig rationeel handelt, dat iedereen winstmaximalisatie nastreeft en dat alle partijen beschikken over alle relevante informatie. 
Coase zag transactiekosten als de kosten voor het gebruik van de markt. Juist doordat niet elke partij over volledige informatie beschikt, treden deze kosten op en ontstaat er een rol voor het bedrijf, een rol die niet duidelijk volgt uit de neoklassieke theorie. De theorie werd uitgebreid door Williamson, volgens welke de kosten voortvloeien uit onzekerheid en opportunisme waarbij ook beperkte rationaliteit een rol speelt. In veel transacties heeft een van de partijen daardoor een informatievoorsprong.
North breidde het begrip verder uit door niet elke individuele transactie te beschouwen, maar het raamwerk van instituties dat transactiekosten verlaagt of juist verhoogt. Binnen de ontwikkelingseconomie wordt daarmee duidelijk hoe het kan dat bepaalde landen een grotere economische groei kennen dan anderen.

## Voorbeeld
Bij de aanschaf van een product bestaan de kosten niet alleen uit de prijs van het product zelf, maar ook de energie en moeite die het kost om te besluiten welke het beste aan de eisen voldoet, waar het gekocht moet worden, tegen welke prijs, de vervoerskosten, de tijd die aan de aanschaf wordt besteed. Al deze bijkomende kosten zijn transactiekosten. Wanneer men een transactie evalueert, dient men ook deze kosten in beschouwing te nemen omdat deze in bepaalde gevallen significant kunnen zijn.

## Verbijzondering transactiekosten
Enkele transactiekosten zijn bekend onder hun eigen definitie:
- zoek- en informatiekosten zijn kosten die men moet maken om uit te vinden of een product beschikbaar is, waar het beschikbaar is, waar men het tegen de laagste prijs kan vinden etc.;
- contractkosten zijn de kosten om tot een overeenkomst te komen met een andere partij in de transactie, het opstellen van een contract etc. Dit wordt in game theory geanalyseerd met het conflictmodel chicken game. Op de effecten markten is het verschil tussen de bied- en laatprijzen de transactiekosten;
- controle- en nalevingkosten zijn de kosten die moeten worden gemaakt om er zeker van te zijn dat alle partijen zich aan de voorwaarden in het contract houden, en de kosten die men maakt om actie te ondernemen tegen een partij die zich niet aan de voorwaarden houdt, bijvoorbeeld juridische kosten.

## Innovatie
Belangrijke vernieuwingen hebben in de loop der tijd tot een verlaging van transactiekosten geleid. Belangrijk daarbij waren innovaties die bijdroegen aan:
- de mobiliteit van kapitaal;
- de verlaging informatiekosten;
- risicodeling en -spreiding.

## Geschiedenis

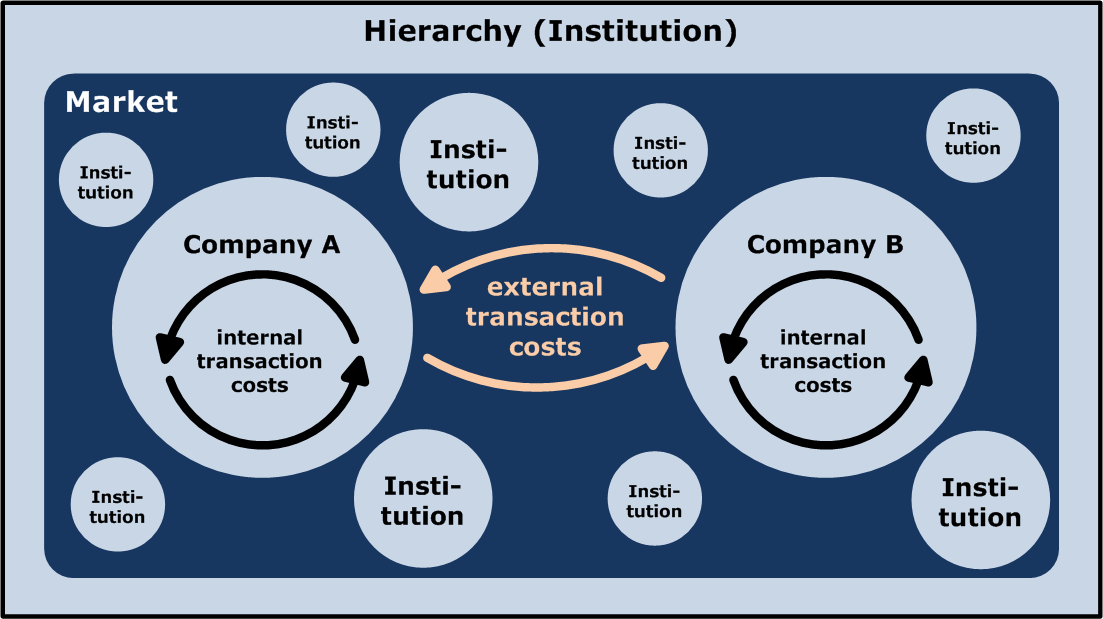
Het model toont instituties en markten als mogelijke vormen van organisatie voor het coördineren van economische transacties. Wanneer de externe transactiekosten (die gemoeid zijn met het inkopen van een product of dienst) hoger zijn dan de interne transactiekosten (die gemoeid zijn met het zelf uitvoeren van die activiteit) zullen bedrijven overwegen om de activiteit in huis te halen. Wanneer interne transactiekosten hoger zijn dan de externe transactiekosten zullen bedrijven overwegen om de activiteit uit te besteden c.q. in te kopen.

Hoewel het begrip transactiekosten aanvankelijk niet werd gebruikt door Ronald Coase, is het achterliggende idee van hem afkomstig. Hij gebruikte het voor het ontwikkelen van een theoretisch raamwerk om te bepalen wanneer een economische taak zou worden uitgevoerd door bedrijven, en wanneer ze zouden worden uitgevoerd in de markt. Echter, hij gebruikte de term niet in zijn werken tot 1970. In plaats daarvan refereerde Coase naar "costs of using the price mechanism” (kosten voor het gebruik van het prijsmechanisme) in zijn artikel uit 1937 "The Nature of the Firm”. Hierin sprak hij voor het eerste sprak over het concept van transactiekosten, later in zijn artikel "The Problem of Social Costs" (1960) refereert Coase naar "Costs of Market Transactions". De term "Transaction Costs” kan worden teruggeleid naar de monetaire economische literatuur uit de jaren 50 en is niet specifiek door een enkel individu gedefinieerd.
Het concept van transactiekosten werd breed bekend door Oliver E. Williamson’s werk "Transaction Cost Economics". Vandaag de dag worden transactiekosten gebruikt voor het verklaren van gedrag. Niet alleen wordt een transactie gezien als kopen en verkopen, maar ook alledaagse interacties zoals het uitwisselen van cadeaus. Oliver E. Williamson ontving in 2009 de Nobelprijs voor de Economie.
Volgens Williamson zijn de determinanten van transactiekosten: frequentie, transactiespecifieke investeringen, onzekerheid, beperkte rationaliteit en (het risico van) opportunistisch gedrag.
Er bestaan twee definities van "transactiekosten” die breed worden toegepast in de literatuur. Transactiekosten zijn breed gedefinieerd door Steven N.S. Cheung als alle kosten die ondenkbaar zijn in een Robinson Crusoë-economie. In andere woorden, alle kosten die ontstaan door de aanwezigheid van instituten. Andere economen definiëren het strikter en nemen de interne kosten van een organisatie niet in beschouwing.  De laatste definitie sluit aan op Coases vroege analyse van de "costs of the price mechanism" (kosten van het prijsmechanisme) en de originele definitie van de term als kosten voor handel in de markt.